# Ниш (еялет)
43°18′ пн. ш. 21°54′ сх. д. / 43.3° пн. ш. 21.9° сх. д.
Еялет або пашалик Ниш (осман. ایالت نیش) — адміністративно-територіальна одиниця Османської імперії. Існував у 1846—1867 роках. Утворився з частини Монастирського еялету (на теперішніх землях західної Болгарії та південної Сербії).

## Історія
У період Танзимату тривало реформування території Османської імперії. У 1846 році з еялету Монастир виокремлено провінцію зі столицею в Ниші. Своїми кордонами цей еялет мав на півночі Дунай, на північному заході — князівство Сербія. На сході межував з еялетом Едірне, на півдні — з Салорнікським еялетом, на заході — з Монастирським.
Невдовзі еялет перетворився на базу проти Сербського князівства. Водночас у самій провінції придушувався сербський рух. Проте це не сприяло поліпшенню внутрішнього спокою. У 1850-х роках активно діяли гайдуки на чолі з Ільо Воєводою, що завдало відчутного удару господарству й державним установам еялету.
Складна соціальна та військова ситуація залишалася до 1861 року, коли очільником було призначено Мідхат-пашу. Останній зміцнив кордон з Сербією, зумів встановив релігійний мир, успішно боровся з розбійниками, хабарниками. Було розпочате будівництво доріг, що сприяло деякому пожвавленню торгівлі. Також було налагоджено збирання податків без зловживань, будувалися школи та лікарні для всіх верств та релігійних груп. У санджаках створено мусульмано-християнські ради. Протягом 1864—1867 років завершено реформування шкільної освіти, почала виходити місцева газета. У 1867 році еялет увійшов до складу Дунайського вілайєту.

## Структура
Складався з 4 санджаків: Ниш, Кюстенділ, Софія, Самоков.